# Fruntișeni
Fruntișeni is een Roemeense gemeente in het district Vaslui.
Fruntișeni telt 1876 inwoners.